# Первенство России среди любительских футбольных клубов
Третья лига — ежегодное соревнование для непрофессиональных (любительских) футбольных клубов, проходящее в России.
Турнир получил данное название после утверждения в декабре 2023 года Российским футбольным союзом дорожной карты программы развития любительского футбола 11х11 на период 2024—2027 годов в рамках реформирования соревнований команд III дивизиона.
До этого называлось и было известно как Первенство России среди любительских футбольных клубов (ЛФК) (также: Первенство России по футболу среди футбольных клубов III дивизиона, Третий дивизион, Первенства МРО). Ранее использовались названия Первенство России среди КФК (КФК — коллективы физической культуры), ЛФЛ (Любительская футбольная лига) (под эгидой соответствующей организации соревнование проводилось с 2004 по 2010 годы), а в 1996—1997 годах — Четвёртая лига (в 1994—1997 годах турнир был пятым по силе в иерархии общероссийских соревнований после высшей, первой, второй и существовавшей в то время Третьей лиги ПФЛ).

## Зоны
Соревнования проходят в одиннадцати межрегиональных зонах, находящихся в ведении соответствующих футбольных межрегиональных объединений (МРО) или (для Москвы, Московской области и Санкт-Петербурга) региональных объединений:
1. «Дальний Восток» — Дальневосточный футбольный союз
2. «Сибирь» — СФФ Сибирь
3. «Урал и Западная Сибирь» — МРО Урал и Западная Сибирь
4. «Северо-Запад» — ОФФ «Северо-Запад»
5. «Санкт-Петербург» — Федерация футбола Санкт-Петербурга. См. также Чемпионат Санкт-Петербурга по футболу (относится к III дивизиону с 2023 года).
6. «Москва» — Московская федерация футбола (дивизион «А»[3]➤). См. также Чемпионат Москвы по футболу.
7. «Московская область» — Федерация футбола Московской области (Лига «А» — чемпионат Московской области, до 2022 года к Третьему дивизиону относилась также Лига «Б»[4]).
8. «Золотое Кольцо» — МФФ Золотое Кольцо
9. «Черноземье» — СФФ Центр
10. «Приволжье» — МФС Приволжье
11. «ЮФО/СКФО» — МРО Южный федеральный округ

Примечания
- До 2006 года соревнования в зонах «Москва» и «Московская область» находились в ведении МРО «Центр» (в 2002—2005 годах название РО «Центр»).
- До 2002 года зона «Приволжье» называлась «Поволжье».
- Зона «ЮФО/СКФО» называлась «Юг» (до 2002 года) и «ЮФО» (2002—2010).
- В 1997, 1999—2001 годах существовала зона «Кавказ».
- В 1995, 1996 и 1998 годах существовала зона «Краснодарский край», соответствовала чемпионату Краснодарского края.

## Победители финальных турниров
| Сезон            | Место проведения финального турнира                   | Клуб-победитель | Город            | МРО                    |
| ---------------- | ----------------------------------------------------- | --------------- | ---------------- | ---------------------- |
| 1992             | Волжский                                              | Металлург-ИСМ   | Волжский         | Поволжье               |
| 1993             | Ногинск, Сергиев Посад                                | Автомобилист    | Ногинск          | Центр В                |
| 1994             | Курган                                                | Торпедо         | Курган           | Урал                   |
| 1995             | Тимашёвск                                             | Изумруд         | Тимашёвск        | Юг                     |
| 1996             | Ульяновск                                             | Химки           | Химки            | Центр (Подмосковье А)  |
| 1997             | Шуя, Колобово, Кохма                                  | Спартак-Телеком | Шуя              | Золотое кольцо         |
| 1998             | Ростов-на-Дону, Азов                                  | СКА             | Ростов-на-Дону   | Юг                     |
| 1999             | Псков                                                 | Псков           | Псков            | Северо-Запад           |
| 2000             | Кисловодск, Минеральные Воды, Железноводск, Пятигорск | Локомотив-Тайм  | Минеральные Воды | Юг                     |
| 2001             | Краснодар                                             | Немком          | Краснодар        | Кавказ                 |
| 2002             | Камышин                                               | Текстильщик     | Камышин          | Черноземье             |
| 2003             | Азов                                                  | Аруан           | Нарткала         | ЮФО                    |
| 2004             | Дагомыс, Лазаревское                                  | Авангард        | Лазаревское      | ЮФО                    |
| 2005             | Новороссийск                                          | Новороссийск    | Новороссийск     | ЮФО                    |
| 2006             | Азов, Батайск                                         | Батайск         | Батайск          | ЮФО                    |
| 2007             | Дзержинск                                             | Химик           | Дзержинск        | Приволжье              |
| 2008             | Воронеж, Лиски                                        | Факел-Строй Арт | Воронеж          | Черноземье             |
| 2009             | Пенза                                                 | Торпедо         | Миасс            | Урал и Западная Сибирь |
| 2010             | Сочи                                                  | Подолье         | Подольский район | Московская область     |
| 2011/12, 2012/13 | Сочи (2012 год)                                       | Шахтёр          | пос. Пешелань    | Приволжье              |
| 2013             | Сочи                                                  | Выбор-Курбатово | Воронеж          | Черноземье             |
| 2014             | Сочи                                                  | Металлург       | Аша              | Урал и Западная Сибирь |
| 2015             | Сочи                                                  | Люберцы         | Люберцы          | Московская область     |
| 2016             | Сочи                                                  | Звезда          | Санкт-Петербург  | Северо-Запад           |
| 2017             | Сочи                                                  | Металлург       | Аша              | Урал и Западная Сибирь |
| 2018             | Сочи                                                  | Химик-Август    | Вурнары          | Приволжье              |
| 2019             | Сочи                                                  | Аксай           | Аксай            | ЮФО/СКФО               |
| 2020             | Сочи                                                  | Дорожник        | Каменка          | Приволжье              |
| 2021             | Сочи                                                  | Локомотив       | Лиски            | Черноземье             |
| 2022             | Астрахань                                             | Дорожник        | Каменка          | Приволжье              |
| 2023             | Мацеста (Сочи)                                        | КССС            | Кирово-Чепецк    | Золотое кольцо         |
| 2024             | Мацеста (Сочи)                                        | Дорожник        | Каменка          | Приволжье              |

Примечание.
В сезоне 2011/12 произошёл переход проведения соревнований на систему «осень-весна».
В сезоне 2012/13 в зонах «Дальний Восток», «Приволжье», «Золотое кольцо», «Москва», «Московская область» соревнования прошли только в 2012 году, что обусловлено возвращением этих зон на старую систему «весна-осень». Финальный турнир прошёл осенью 2012 года.
С сезона-2013 возвращение на старую систему «весна-осень» произошло во всех зонах.

## Дополнительная информация
Турниры в зонах «Москва» и «Московская область» и «Сибирь» в ряде сезонов проводились на двух уровнях: дивизионы «А» и «Б» — в зоне «Москва»; лиги «А», «Б» (1-й уровень; с 2022 года к 1-му уровню относится только лига «А») и «В» (может позразделяться на высшую группу и первую группу с несколькими зонами) — в зоне «Московская область»; высшая и первая лиги — в зоне «Сибирь». Соревнования на первом уровне относятся к III дивизиону, на втором уровне могут относиться к IV дивизиону. Так, в сезоне 2019 турнир в дивизионе «А» зоны «Москва» назывался «Чемпионат Москвы среди ЛФК. Дивизион „А“» и относился к III дивизиону, а турнир в дивизионе «Б» зоны «Москва» назывался «Чемпионат Москвы среди ЛФК. Дивизион „Б“» и относился к IV дивизиону. Турниры на данных уровнях также могут обозначаться как чемпионат и первенство соответствующих регионов.
Существуют также параллельно проводящиеся (фактически — на нижеследующем уровне) кубковые турниры — в зонах (межрегиональных объединениях) и финальный этап Кубка России среди любительских команд (в 2017 году финальный этап Кубка России был объединён с финальным этапом первенства России среди любительских футбольных клубов). В кубковых турнирах МРО могут принимать участие команды регионального уровня, для команд третьего дивизиона участие в них, как правило, не является обязательным.
В ряде МРО имеется практика заявки команд не в III дивизион, а в региональные чемпионаты (чемпионат Санкт-Петербурга — до 2023 года относился к региональным чемпионатам, чемпионат Татарстана, чемпионат Краснодарского края) по причине их достаточно высокого уровня и больших географических расстояний в межрегиональном первенстве.
С 2023 года чемпионат Санкт-Петербурга в Высшей лиге соответствует III дивизиону, федерация футбола Санкт-Петербурга с мая 2022 года является субъектом РФС со статусом МРО.

## КФК в СССР
В 1957—1991 годах под эгидой Федерации футбола страны проводился Кубок СССР по футболу среди коллективов физической культуры — турнир по футболу среди любительских команд и коллективов физической культуры. В разное время именовался как «Кубок ВЦСПС», «Кубок СССР среди производственных коллективов», «Кубок миллионов».
Первенство среди КФК разыгрывалось в зонах союзных республик.

### КФК в РСФСР
Команды КФК принимали участие в чемпионате РСФСР среди клубных команд в периоды с 1948 по 1959 год и с 1988 по 1991 год, в другие годы — разыгрывали первенства областей, краёв, автономных республик. В 1989—1991 годах также проводился турнир «Футбол России».
Разыгрывался Кубок РСФСР среди КФК.